# Håkan Rosengren
Håkan (Haqvin) Rosengren, född 7 december 1728 i Trehörna, död 27 februari 1800 i Lönsås, var en svensk målare och kyrkomålare.

## BIografi
Rosengren var huvudsakligen verksam i Östergötland vid 1700-talets mitt. Bland hans mer kända arbeten märks utsmyckningen av Västra Skrukeby kyrka i Östergötland som han utförde 1769. I sin målning försåg han läktaren med olika tänkespråk samt bibliska figurer och valven pryddes med historiska bibliska scener.

## Kända verk
- Västra Skrukeby kyrka, Östergötland: Målning av "Tänkespråk och Figurer å framsidan" av läktarbarriären och målningar ur bibliska historien i valvet 1769.